# Science-fiction: ein hoffnungsloser Fall mit Ausnahmen
Science Fiction: ein hoffnungsloser Fall mit Ausnahmen ist ein Essay von Stanisław Lem und der Titel eines Essay-Sammelbandes, der 1987 im Suhrkamp Verlag erschien.
Das Essay besteht aus einer umgearbeiteten Fassung des Kapitels „Soziologie der SF“ aus Lems Monographie Phantastik und Futurologie. Lem spitzte den Text teils polemisch zu, weiter wurde eine längere Besprechung des schriftstellerischen Werks von Philip K. Dick hinzugefügt, welches von Lem sehr positiv dargestellt wird.

## Inhalt des Essays
Lem formuliert erneut seinen Vorwurf an die Science Fiction (insbesondere der der USA), dass sie Trivialliteratur erzeuge und ihre angeblichen Qualitäten nur vortäusche. Das Genre sei geprägt vom massenhaften Ausstoß qualitativ minderwertiger Texte, die Motivationen der Autoren in erster Linie ökonomisch. Anders als in anderen Literaturgattungen werde die Science Fiction ihre „Klassifikation“ nicht los, falls ein Text hohe literarische Qualität aufweist (als Beispiel führt Lem unter anderem Dostojewskijs Schuld und Sühne an, welches nicht als Kriminalroman rezipiert wird).
Die schlechte Qualität der meisten Science Fiction führt Lem auf das Fehlen einer kompetenten Kritik des Genres zurück. Statt Schwächen zu benennen, werden in Anthologien und Zeitschriften Werke pauschal als hervorragend gelobt, während Autoren untereinander vor allem Ratschläge bezüglich dem Erzielen hoher Verkaufszahlen statt literarischer Qualität austauschten. Preise wie der Hugo oder der Nebula Award seien die eines „SF-Ghettos“, die wenig über die Qualität der ausgezeichneten Texte aussagen.
Nichtsdestotrotz existieren in der SF qualitativ hochwertige Fanzines, die kompetente Kritik äußern, beispielsweise der Quarber Merkur. Anders als die in anderen Literaturgattungen von Verlagen und Autoren stark beachteten Medien fristen diese im SF-Genre aber ein Schattendasein. Sie seien dem Großteil der Konsumenten weder bekannt noch besitzen sie eine anderweitige Rezeption außerhalb ihres Zirkels, beispielsweise bei Autoren und Verlagen. Insgesamt simuliere die SF einen kritischen Literaturbetrieb mit Zeitschriften, Preisen und Rezensionen, was angesichts der fehlenden Qualitäten der Werke ein groteskes „Nachäffen der erwachsenen Literatur“ sei.
Diese Diagnose nimmt Lem als Hintergrund für die folgende Besprechung von Philip K. Dicks Werk und seiner Rezeption. Er beschreibt Dick als einen der Ausnahme-Autoren der US-Science-Fiction, der tatsächlich relevante, originelle Werke verfasse. Er setzt trivialen Weltuntergangsszenarien der SF einen Zerfall elementarer Sicherheiten entgegen: In Frage gestellt werden scheinbar verlässliche Grundlagen wie die Realität, der Unterschied von Leben und Tod oder die grundsätzliche Existenz des Individuums oder der Welt.
Erfolgreich könne Dick in der SF sein, weil er sich dem Stilmittel des Kitsches bediene, welches dem durchschnittlichen SF-Leser als oberflächlicher Inhalt der Geschichte ausreicht. Aufmerksamere Rezipienten erkennen den tieferen Sinn. Lem ist sich dabei unsicher, ob Dick sich dessen tatsächlich bewusst ist.
Das Essay schließt mit einem Nachwort, in dem Lem den Gedanken der Philosophie des Zufalls wieder aufgreift, wonach die Rezeption von Werken, Autoren und Literaturgenres in einem weitgehend vom Zufall geprägten Umfeld stattfindet. In der Literatur seien dabei „kritische Filter“ am Werk, die im Fall der SF fehlen. Lem fürchtet, die stetige Zunahme an Werken auch anderer Literaturgattungen werden die Kapazitäten des Filterprozesses überlasten. Auf lange Sicht könnte das zu einer Angleichung anderer Literaturgattungen an das niedrige Niveau der SF führen.

## Inhalt des Essaybandes
Mit Vergleichende Kosmologie und Prognose über die Entwicklung der Biologie bis zum Jahr 2040 enthält der Essayband noch zwei Texte mit stärker wissenschaftlich-analytischer Ausrichtung. Weiter sind insbesondere Vor- und Nachworte zu Werken überwiegend der phantastischen Literatur sowie verschiedene Magazin- oder Radiorezensionen versammelt. Darunter sind auch Texte zu eigenen Werken Lems (Solaris, Lokaltermin) und nicht-phantastischen Texten (Władysław Bartoszewskis Das Warschauer Ghetto - wie es wirklich war sowie Aus der Geschichte lernen?), aber auch Verrisse pseudowissenschaftlicher Werke beispielsweise von Berlitz oder Velikowsky.

## Ausgaben
Erstausgabe:
Science Fiction: ein hoffnungsloser Fall mit Ausnahmen. Essays Band 3. Suhrkamp Verlag Frankfurt am Main 1987, ISBN 3-518-37939-9